# 모이랑

모이랑의 위치

모이랑(angular gyrus) 또는 각이랑 또는 각회(角回)는 두정엽과 측두엽의 윗부분에 위치하며, 언어와 관련된 역할을 한다. 브로드만 영역 중 39번이다.
모이랑은 대뇌 반구의 바깥쪽 면에서 위 관자 고랑의 뒤쪽 끝을 감싸는 주름진 이랑이다. 모 이랑 주름으로 다듬어졌다.

## 해부학적 위치
두정엽에 주로 위치하며, 두정엽과 측두엽 윗부분과 맞닿고 있는 곳에 존재한다. 모서리위이랑(supramarginal gyrus,
연상회 )의 뒤쪽에 위치한다.

## 이해되기까지
20세기 중반 노먼 게슈윈드(Norman Geschwind)는 자신의 연구를 바탕으로 베르니케-게슈윈드 모델(Wernicke–Geschwind model)을 발표했다. 그는 언어, 즉 말소리가 귀에서 청신경을 통해 측두엽의 일차 청각 피질(primary auditory cortex, Heschl's gyrus)로 전달된 신호는 의미가 추출되는 베르니케 영역으로 연결되며 여기서 이 정보는 단어의 의미가 해석되고 이후 이 신호는 아치형의 궁상 섬유속(弓狀纖維束, arcuate fasciculus tract)을 통해서 브로카 영역으로 넘어가면 단어의 정보가 처리되어 운동피질을 거쳐 동작 명령에 의해 입에서 말소리를 만들어 내게 된다는 모델을 만들었다. 현재  이 모델은 구식의 불완전한 모델여겨졌지만 그럼에도 불구하고 여전히 언어는 감각/지각 기능을 통한 단어 이해 과정과 그리고 운동 기능과 연동되는 말하기의 두 가지 기본 기능으로 구성되어 있다는 전형적인 국재화된 기능들 때문에 이와 관련된 연구를 수행하고 연구 결과를 정리하는 데 매우 유용한 모델로 평가받는다. 그러나 언어의 신경 조직은 베르니케-게슈윈드 모델(Wernicke–Geschwind model)이 제안하는 것보다 더 복잡하며 브로카(Broca)영역의 음성 현지화는 이 모델의 가장 취약한 점 중 하나로 알려져있다. 그러나 계속된 연구에서 노먼 게슈윈드(Norman Geschwind)의 이러한 연구는 국재화 모델(associative model,Functional specialization)과 관련있는 주요한 가설중 하나로 그 연구업적을 인정받고있다. 2004년 12월 13일자 미국신경학회지ANA(American Neurological Association) 저널은 뇌의 언어처리에서 브로카영역(Broca's area)과 베르니케영역(Wernicke's area)이외에 아직까지 알려지지 않았던 게슈윈드가 제안한 가설에서 보여지는 제3의 영역이 확인되었다고 보고하였다. 마르코 카타니박사(Marco Catani MD)는 이 영역을 게슈윈드영역(Geschwind's area)으로 명명하였으며 고전적인 궁상섬유속(arcuate fasciculus tract)의 브로카와 베르니케영역간의 직접적인 연결과는 달리 두정엽의 아래 마루 소엽(inferior parietal lobe)을 거쳐 브로카와 베르니케영역간을 연결하는 간접경로를 설명하였다.

## 관련 능력
이 부분이 망가지면 언어의 문법 등을 이해나 시각정보의 청각신호처리가 불완전해 질수있다. 게슈윈드는 국재화 모델의 경로 중 하나인 뇌의 궁상섬유속(arcuate fasciculus)이 손상될 경우 남의 말을 따라하지 못하고 대화에도 장애를 가지는 전도성 실어증(conduction aphasia)이 생긴다는 연구결과를 보였다는 가설을 제시한바있다. 특히 이 부분의 손상은 실독증(alexia)과 실서증(agraphia)을 동반하며, 둘 중 하나만 생기는 경우나 그 반대가 생기는 경우도 있을 수 있다. 이러한 가설은 불완전하거나 취약한 설명으로 간주되었으나 마르코 카타니(Marco Catani)박사는 게슈윈드영역(Geschwind's area)의 확인으로 전도실어증의 다양한 임상양상을 설명하거나 리히트하임 증후군(Lichtheim's symptom)에 기반한 신경학적 모델(neurological model)의 실어증(aphasia)까지 포괄할 수 있는 프레임워크(framework)을 제공할 수 있다고 부연했다.

## 같이 보기
- 게슈빈트-갈라부르다 가설(Geschwind-Galaburda hypothesis)
- 두정엽

- 아래마루소엽

- 모서리위이랑

## 참고 문헌
- [참고](KISEP , Special Articles,생물정신의학 Vol. 4, No. 1, June 1997, 언어기능에 대한 신경심리학적 평가 ,신민섭·이현주·권준수, Neuropsychological Assessment for Verbal Function , Min-Sup Shin, Ph.D., Hyun Joo Lee, M.A., Jun Soo Kwon, M.D)http://webcache.googleusercontent.com/search?q=cache:My5piqUeFUwJ:journal.biolpsychiatry.or.kr/asp/pdfdown.asp%3Fpn%3D0091997002+&cd=2&hl=ko&ct=clnk&gl=kr&client=ubuntu
- [참고](December 13, 2004 Third Language Area in Brain Identified Researchers think it may be critical to acquisition of language in childhood

)https://consumer.healthday.com/cognitive-health-information-26/brain-health-news-80/third-language-area-in-brain-identified-522772.html